# NGC 4681
NGC 4681 (другие обозначения — ESO 268-40, MCG -7-26-46, DCL 207, IRAS12446-4303, PGC 43166) — галактика в созвездии Центавр.
Этот объект входит в число перечисленных в оригинальной редакции «Нового общего каталога».
В галактике вспыхнула сверхновая SN 2012hv типа IIP, её пиковая видимая звездная величина составила 16,1.